# Azy
Azy é uma comuna francesa na região administrativa do Centro, no departamento Cher. Estende-se por uma área de 27,53 km². Em 2010 a comuna tinha 452 habitantes (densidade: 16,4 hab./km²).